# حمسوت
حمسوت أو حموسيت في المعتقد المصري القديم هن المقابلات الأنثوية للـ"كا"، وهن يُصوَّرن عادة كنساء يحملن على رؤوسهن درعًا عليه سهمان متقاطعان، وهو مماثل لشعار المقاطعة الخامسة في منطقة سايس بالدلتا. ويظهر اسم الـ"كا" المنتمي لكل منهن على الدرع نفسه، مثل كا "حكا"، و"حو"، و"سيا"، وغيرهم.
تعمل الـ"حمسوت" مثل شركائهن الذكور على إنتاج الطعام لقوى الحياة (الكا)، وتمنح، كما هو مذكور في نصوص الأهرام، القوة والحماية السحرية لرعاياهن (الفصل 396).. ومع وظيفتهن كآلهة للحماية، فهن كذلك آلهة القدر، حيث يأخذن الطفل المولود حديثًا في أحضانهن.